# Na Batlessa

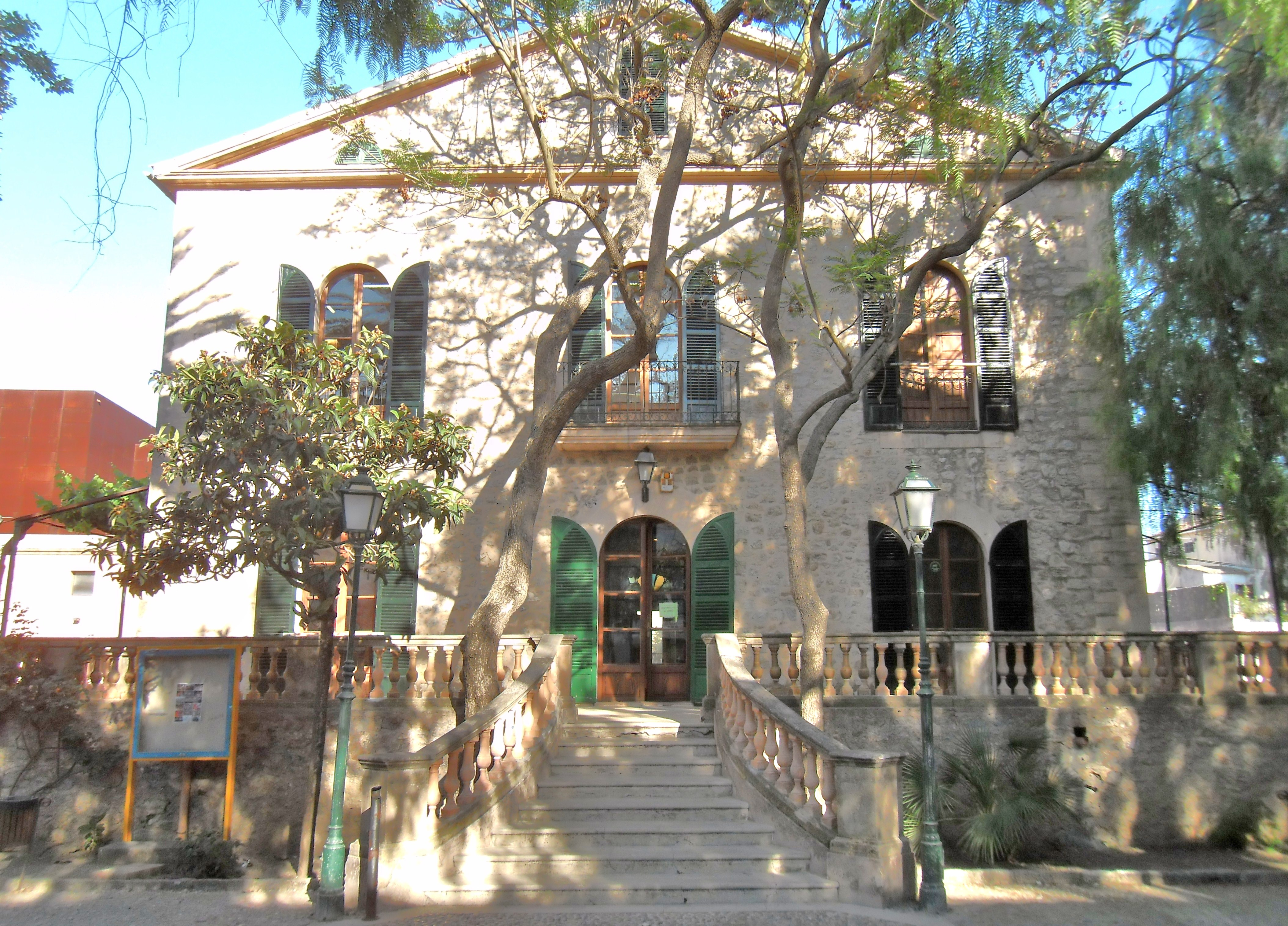
Na Batlessa

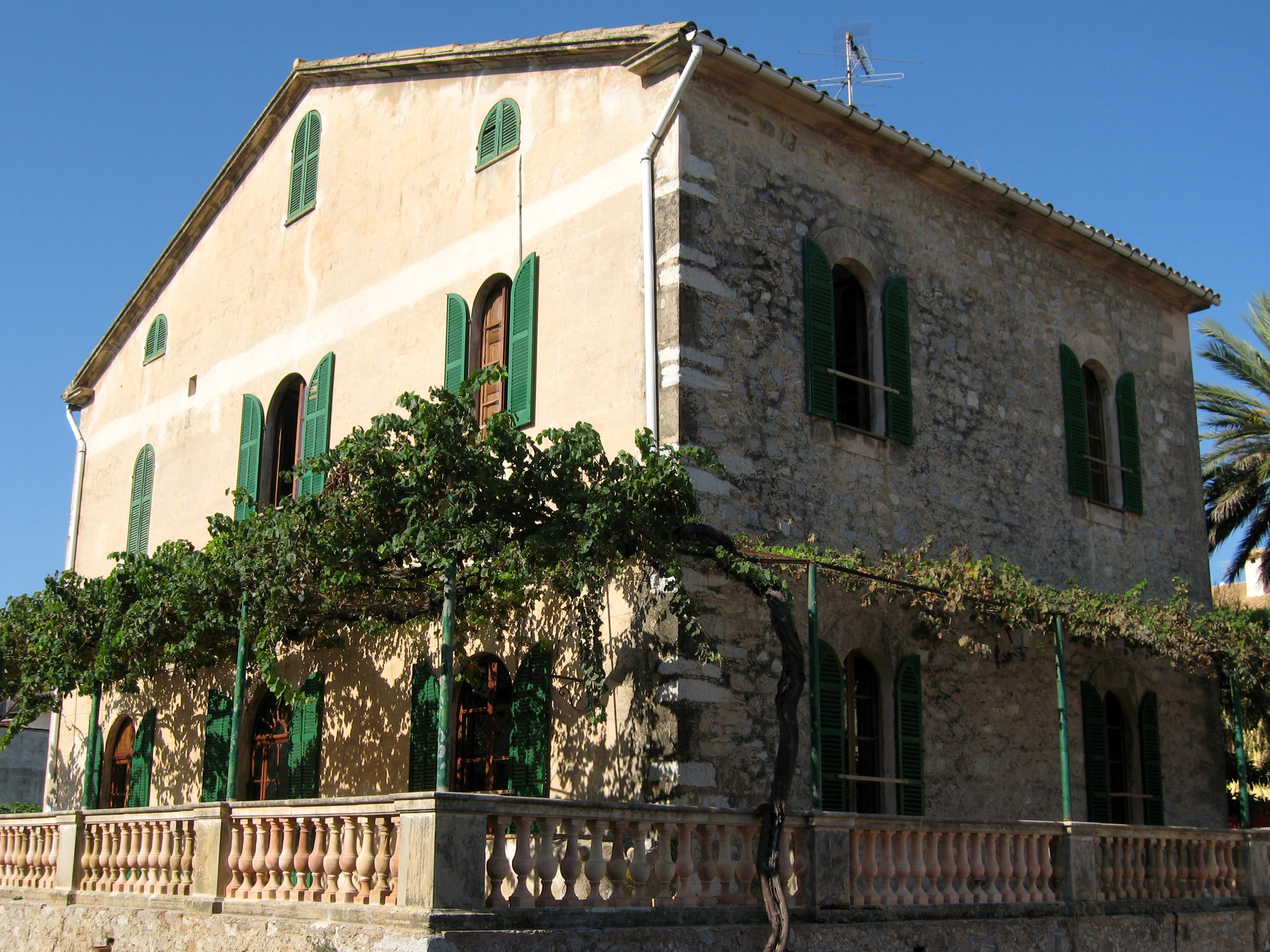
Vista lateral de Na Batlessa

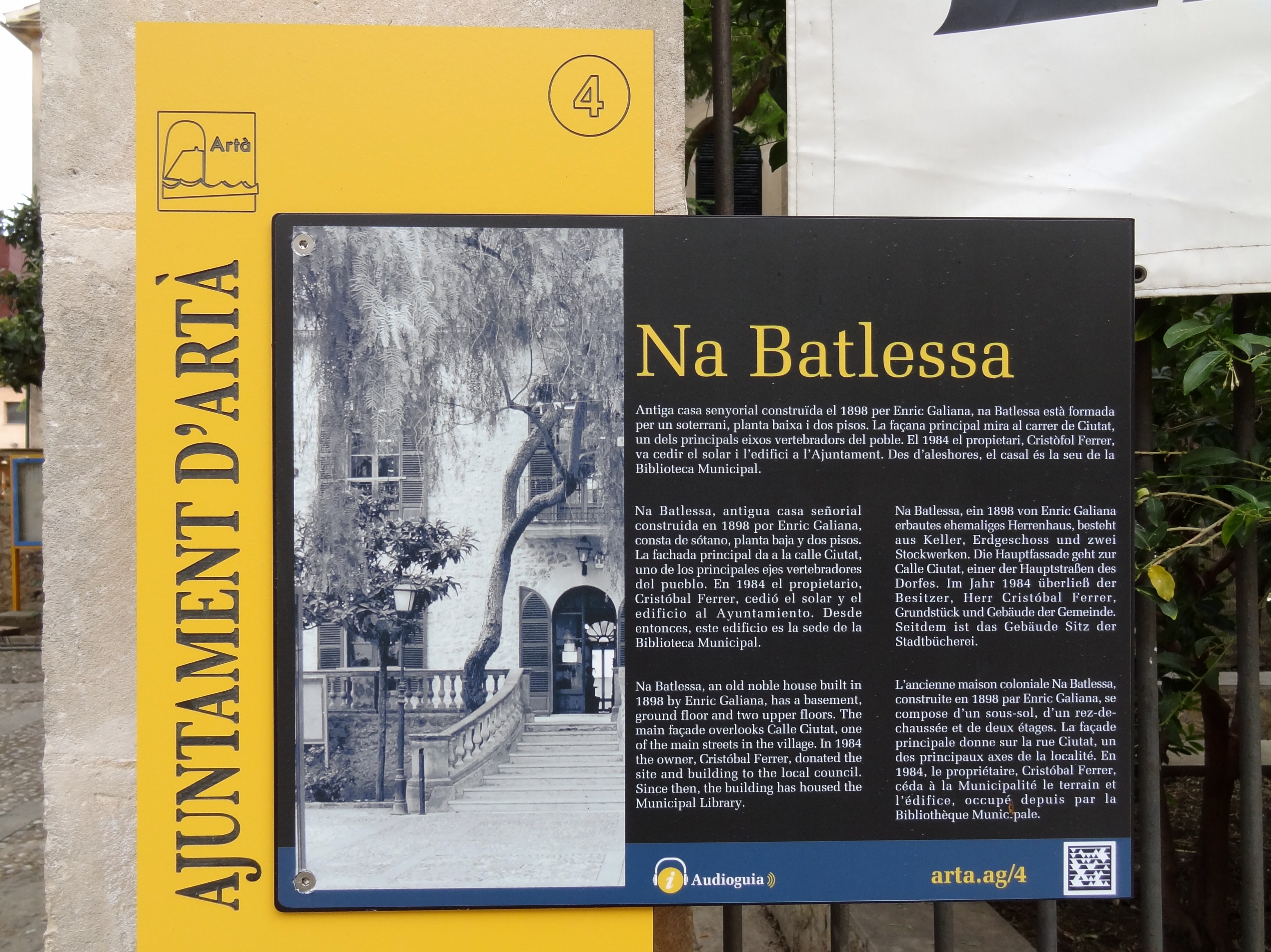
Panell informatiu sobre Na Batlessa

Na Batlessa és una casa senyorial construïda entre 1898 i 1900 per emigrants retornats a la localitat d'Artà una vegada feta fortuna. L'espai consta d'un recinte i un edifici central envoltat d'una terrassa tancada per una balustrada. L'any 1984 l'edifici va ser cedit pel seu propietàri, Cristòfol Ferrer Pons a l'Ajuntament, on actualment s'hi troba la biblioteca municipal, una sala d'exposicions i el fons documental del pintor Miquel Barceló.